# Rolf Järmann
Rolf Järmann (Arbon, 31 januari 1966) is een voormalig Zwitsers wielrenner. 

## Carrière
Tijdens zijn carrière bouwde Järmann een behoorlijke erelijst op. Hij won onder meer twee keer de Amstel Gold Race, een etappe in de Ronde van Frankrijk, etappes in de Ronde van Zwitserland en de Ronde van Romandië en twee nationale titels. Hij was een renner van het klassieke type en dan nog vooral de heuvelklassiekers doch hij speelde vaker tweede viool dan eerste. Hij vervulde meestal een knechtenrol, zoals voor de Italianen Moreno Argentin, Giorgio Furlan en Michele Bartoli of zijn landgenoot Pascal Richard. Järmanns dubbele triomf in de Amstel Gold Race werd daarom de uitschieter in zijn carrière. Met name zijn laatste overwinning steekt er in dat opzicht wat bovenuit, daar Järmann die behaalde in zijn voorlaatste seizoen als beroepsrenner bij het Franse Casino in 1998. 
In juni 2007 bekende de Zwitser in het boulevardblad Blick zijn dopinggebruik. Hij nam "met mate" zijn toevlucht tot epo en dergelijke. "In de jaren 90 ging dat nu eenmaal zo. Iedereen dacht van iedereen dat hij wel iets deed en daarom deed je dat zelf ook."

## Belangrijkste overwinningen
1987
- 2e etappe Ronde van Romandië

1988
- Stauseerundfahrt

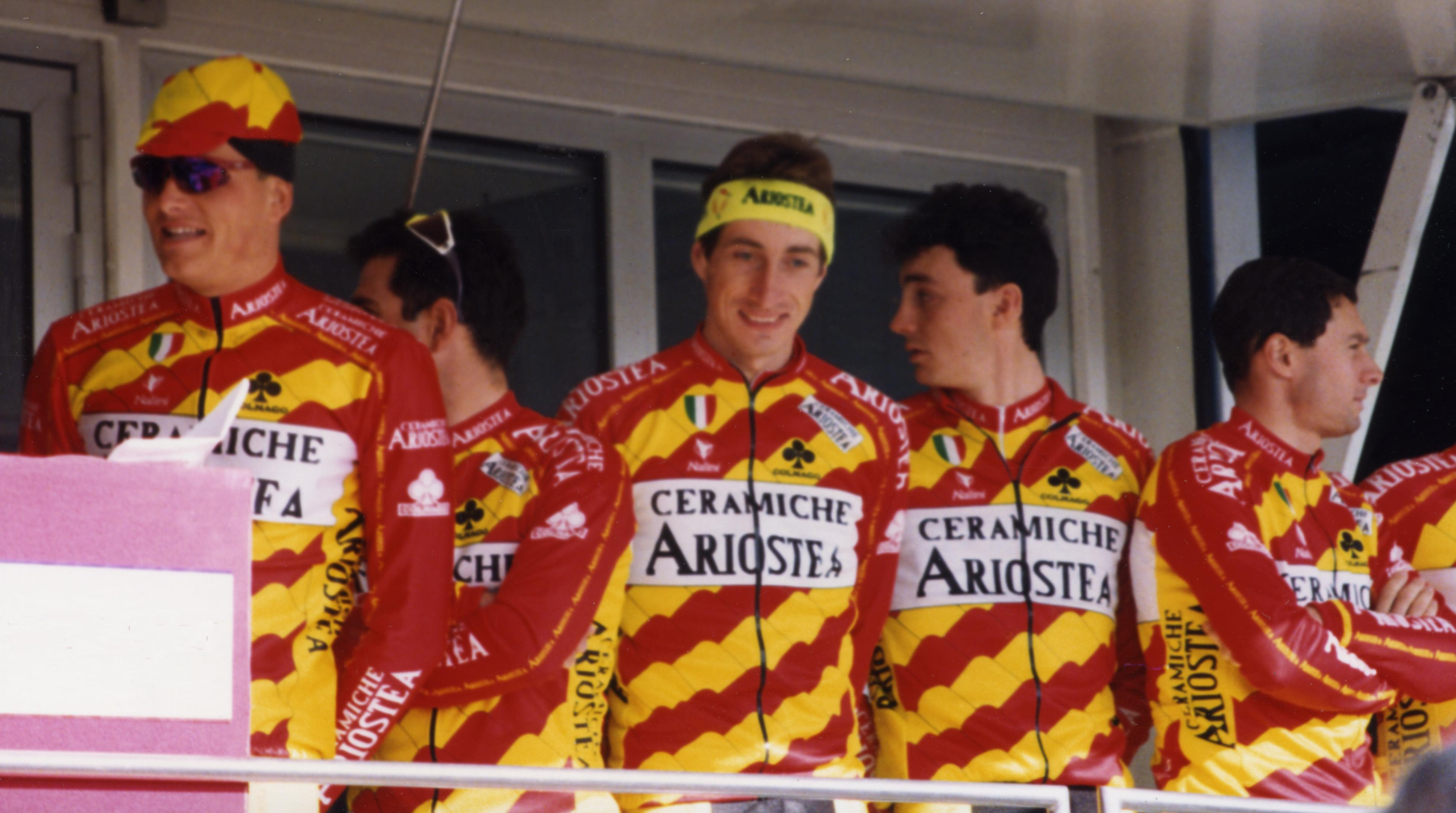
Järmann (centraal) bij de ploegvoorstelling van Ariostea bij de rittenkoers Parijs-Nice in 1993 te Fontenay-sous-Bois; Järmann wordt geflankeerd door, beginnend van links: Bjarne Riis, Pascal Richard, Fabio Casartelli en Giorgio Furlan

- Zwitsers kampioen Puntenkoers (Baan)

1989
- 4e etappe Giro d'Italia

1990
- Zwitsers kampioen op de weg
- 8e etappe Ronde van Zwitserland
- 1e etappe Ronde van Romandië

1991
- 5e etappe Ronde van het Baskenland

1992
- 12e etappe Tour de France

1993
- Amstel Gold Race
- 7e etappe Ronde van Zwitserland

1995
- 2e etappe Ronde van Luxemburg
- Eindklassement Ronde van Luxemburg
- GP Ouest France-Plouay
- Trittico Veneto Vicenza
- Trittico Veneto Castelfranco

1997
- Eindklassement Ronde van Polen

1998
- Eindklassement Tirreno-Adriatico
- Amstel Gold Race

## Resultaten in voornaamste wedstrijden
| Jaar | Ronde van Italië | Ronde van Frankrijk | Ronde van Spanje |
| ---- | ---------------- | ------------------- | ---------------- |
| 1988 | 48e              |                     |                  |
| 1989 | 38e (1)          |                     |                  |
| 1990 | 71e              |                     |                  |
| 1991 |                  | 83e                 |                  |
| 1992 |                  | 62e (1)             |                  |
| 1993 |                  | 54e                 |                  |
| 1994 |                  | 73e                 |                  |
| 1995 |                  | 67e                 |                  |
| 1996 |                  | 90e                 | opgave           |
| 1997 |                  | opgave              |                  |
| 1998 | 85e              |                     |                  |

| Jaar | Milaan-San Remo | Gent-Wevelgem | Ronde van Vlaanderen | Parijs-Roubaix | Amstel Gold Race | Luik-Bast.‑Luik | Ronde van Lombardije | Bretagne Classic | Waalse Pijl | Parijs-Brussel |  | WK op de weg |  | Wereldranglijsten |
| ---- | --------------- | ------------- | -------------------- | -------------- | ---------------- | --------------- | -------------------- | ---------------- | ----------- | -------------- |  | ------------ |  | ----------------- |
| 1988 |                 |               |                      |                |                  | 53e             |                      |                  |             |                |  |              |  |                   |
| 1989 |                 |               |                      |                |                  | 49e             |                      |                  |             |                |  |              |  |                   |
| 1990 |                 |               | 57e                  |                |                  | 31e             |                      |                  |             |                |  | 54e          |  |                   |
| 1991 | 32e             |               | 54e                  |                |                  |                 | 76e                  | 23e              | 25e         |                |  |              |  |                   |
| 1992 |                 | 90e           | 82e                  |                | 71e              |                 |                      |                  |             |                |  |              |  |                   |
| 1993 |                 |               |                      |                | ↑                | 50e             |                      |                  |             |                |  | 23e          |  |                   |
| 1994 |                 | 21e           | 43e                  |                |                  |                 |                      |                  |             | 71e            |  |              |  |                   |
| 1995 |                 |               |                      | 63e            |                  |                 | 57e                  | ↑                |             | 7e             |  |              |  |                   |
| 1996 | 38e             | 48e           | 24e                  |                |                  |                 |                      |                  |             |                |  |              |  |                   |
| 1997 | 20e             |               | 29e                  |                | 14e              | 81e             |                      | 21e              | 105e        |                |  |              |  |                   |
| 1998 | 16e             |               | 70e                  |                | ↑                | 91e             | 38e                  |                  | 83e         |                |  |              |  | 9e (UWB)          |

Wielerploegen van Rolf Järmann
Achermann ·
Bellati ·
Bomans ·
Dernies · 
Dierickx ·
Farazijn ·
Goessens ·
Järmann ·
Joho ·
Lapage ·
Nelissen · 
Steinmann ·
Stutz ·
Verdonck ·
Wegmüller ·
Willems
Argentin ·
Baffi ·
Cassani ·
Cenghialta ·  
Conti ·
Elli · 
Ferrigato ·
Furlan ·
Gölz · 
Järmann ·
Joho ·
Lelli ·
Lietti ·
Riis ·
Saligari ·  
Sørensen
Casartelli ·
Cassani ·
Cenghialta ·  
Conti ·
Elli · 
Ferrigato ·
Furlan ·
Järmann ·
Lelli ·
Paletti ·
Richard ·
Riis ·
Saligari ·  
Santaromita
Baldato · Bettin · Bomans · Cassani · Elli · Järmann · Loda · Museeuw · Peeters · D. Rebellin · S. Rebellin · Richard · Saligari · Sciandri · Scinto · Sørensen · Vanzella · Vona · Willems
Baldato · Bugno · Cassani · Elli · Golay ·  Järmann · Lietti · Loda · D. Rebellin · S. Rebellin · Richard · Saligari · Sciandri · Scinto · Sørensen · Vanzella · Vona
Baldato · Bartoli · Bugno · Casagranda · Cigana · Colombini · Coppolillo · Elli · Ferdeghini · Finco · Fontanelli · Golay · Järmann · Lecchi · Lietti · Loda · Molinari · Pistore · Richard  · Saleri · Saligari · Scinto
Agnolutto ·
Aus ·
Barthe ·
Bessy ·
Bordenave ·
Bozzi ·
Cali ·
Chanteur ·
Durand ·
Elli ·
Gougot ·
Järmann ·
Kasputis ·
Kirsipuu ·
Lefèvre ·
Massi ·
Pontier ·
Richard  ·
Saligari ·
Streel ·
Vinokoerov ·
Oriol (stagiair) ·
Ramel (stagiair) 
Agnolutto ·
Aus ·
Barthe ·
Bessy ·
Bouvard ·
Cali ·
Chanteur ·
Durand ·
Elli ·
Gougot ·
Hamburger ·
Järmann ·
Kasputis ·
Kirsipuu ·
Lefèvre ·
Massi ·
Oriol ·
Richard  ·
Saligari ·
Salmon ·
Streel ·
Vinokoerov ·
Flickinger (stagiair) ·
Mizoerov (stagiair) ·
Pencolé (stagiair) 
- Gemeinsame Normdatei: 1148474331
- Virtual International Authority File: 8477151353548852720003